# David Leland (Regisseur)
David Leland (* 20. April 1941 in Cambridge, England; † 24. Dezember 2023) war ein britischer Filmregisseur, Drehbuchautor und Schauspieler.

## Leben
Nach mehreren kleinen Rollen als Schauspieler in britischen Filmen und Fernsehserien begann er 1981 als Drehbuchautor seine Zusammenarbeit mit Regisseur Alan Clarke. Besonders ihr Film „Made in Britain“ (1982) wurde von der Kritik gelobt und gewann 1984 den internationalen Fernsehpreis „Prix Italia“. Mit diesem Film wurde auch der Schauspieler Tim Roth bekannt. 1986 schrieb er das Drehbuch zum Drama Mona Lisa. Dieser Film mit Bob Hoskins in der Titelrolle wurde von Neil Jordan inszeniert. Leland bekam Nominierungen für den Golden Globe und von der Writers Guild of America. Ein weiterer Film von 1986 war Personal Service. In diesem Film geht es um Cynthia Payne, eine Frau, die mit ihrem privaten Bordell für Furore und Skandale gesorgt hatte. Regie führte Terry Jones, Julie Walters war in der Titelrolle zu sehen. Während Personal Service Cynthia Payne als Erwachsene beschreibt, basierte Lelands Regiedebüt Wish You Were Here – Ich wollte, du wärst hier von 1987 lose auf Paynes Jugend- und Kindheitserinnerungen. Dieser Film war ein Überraschungserfolg bei den Filmfestspielen von Cannes 1987 und machte die bis dato unbekannte Schauspielerin Emily Lloyd international bekannt. David Leland gewann den FIPRESCI-Preis in Cannes und 1988 den BAFTA-Award für das beste Drehbuch. Lelands nächste Filme als Regisseur Checking Out (1989) (mit Jeff Daniels) und The Big Man (1990) (mit Liam Neeson) fielen sowohl bei der Kritik als auch bei den Zuschauern durch. Nachdem es einige Jahre still um David Leland war, kehrte er 1998 auf den Regiestuhl zurück. Sein Film Brombeerzeit (Land Girls) (mit Rachel Weisz) lief auf der Berlinale und bekam gute Kritiken. In den letzten Jahren arbeitete er verstärkt für das Fernsehen, wobei vor allem seine Mitarbeit bei der Miniserie Band of Brothers (über Soldaten im Zweiten Weltkrieg) und seine Regie bei Concert for George, einer Dokumentation über das Tribute-Konzert für George Harrison  hervorzuheben sind. Für letztere Arbeit erhielt er 2005 den Grammy Award.
David Leland war verheiratet und hatte fünf Kinder: Chloe, Abigail (beide zu sehen in Wish You Were Here), Rosie, Jacob und Grace. David Lelands Tochter Chloe gab 2005 mit der Dokumentation Walking with Monsters ihr Regiedebüt.
Er starb am 24. Dezember 2023 im Alter von 82 Jahren.

## Filmografie (Auswahl)

### Als Schauspieler
- 1968: Sherlock Holmes – The Hound of the Baskervilles (Fernsehserie)
- 1970: Im Netz der Abwehr (Underground)
- 1970: Dracula – Nächte des Entsetzens (Scars of Dracula)
- 1972: Der Rattenfänger von Hameln (The Pied Piper)
- 1981: Per Anhalter durch die Galaxis (The Hitchhiker’s Guide to the Galaxy, Fernsehserie, Episode 4)
- 1982: Der Missionar (The Missionary)
- 1984: Das Juwel der Krone (The Jewel in the Crown)
- 1996: Immer wieder Samstags (When Saturday Comes)
- 1987: Personal Service (Personal Services)

### Als Drehbuchautor
- 1982: Made in Britain
- 1986: Mona Lisa
- 1987: Personal Service
- 1987: Wish You Were Here – Ich wollte, du wärst hier (Wish You Were Here)
- 1998: Brombeerzeit (The Land Girls)
- 2007: Virgin Territory

### Als Regisseur
- 1987: Wish You Were Here – Ich wollte, du wärst hier (Wish You Were Here)
- 1989: Lebensmüde leben länger (Checking Out)
- 1990: The Big Man
- 1998: Brombeerzeit (The Land Girls)
- 2001: Band of Brothers – Wir waren wie Brüder (Band of Brothers, Miniserie, Teil 6 Bastogne)
- 2002/2003: Concert for George
- 2007: Virgin Territory

## Auszeichnungen und Nominierungen
Leland erhielt mehrere Auszeichnungen für seine Werke.
- 2005 Grammy Award Bestes langes Musikvideo – Concert for George
- 2002 Emmy Award Beste Miniserie – Band of Brothers
- 2002 Christopher Award Beste Miniserie – Band of Brothers
- 1988 British Academy Film Award (BAFTA Award) Bestes Drehbuch – Wish You Were Here
- 1987 FIPRESCI Award Cannes Film Festival – Wish You Were Here
- 1987 Peter Sellers Award for Comedy (Evening Standard British Film Awards) für Wish You Were Here und Personal Services
- 1986 Writers Guild of America Nominierung – Mona Lisa
- 1986 Golden Globe Nominierung – Mona Lisa